# Motograter
Motograter est un groupe de metal alternatif américain, originaire de Santa Barbara, en Californie. Sous leur formation originale, ils comptent deux EPs, Hugh Chardon et Indy. Le chanteur Zak Ward passera aux claviers et aux samples en 2002 et sera remplacé par Ivan « Ghost » Moody, menant ainsi à la sortie de leur premier album Motograter en 2003. 
Le groupe fait une pause à durée indéterminée en 2005, et se sépare après leur concert en 2006. Il se reforme de nouveau en 2008 avec le chanteur Michael « Angel » Woodruff. Ils publient l'EP Pre-Release en 2009, et tournent jusqu'à la seconde séparation du groupe en 2011. 
Le groupe se réunit de nouveau à la fin de 2013, jouant au Knotfest l'année suivante. En décembre 2014, Woodruff quitte Motograter, et est remplacé par James Anthony Legion au début de 2015. Motograter enregistre l'album Desolation en janvier 2016 avec Ahrue Luster (Ill Nino, Machine Head, Terror Universal).

## Biographie

### Hugh ChardonetIndy(1995-2001)
Motograter est formé à Santa Barbara, en Californie, en 1995 par Bruce « Grater » Butler, l'inventeur du motograter, et le percussionniste Joey « Smur » Krzwonski. À leurs débuts, ils expérimentent plusieurs instruments et tentent de trouver leur son. Le duo s'entoure du chanteur Zak « The Waz » Ward et du batteur Chris « Crispy » Binns à la fin de 1998, et publie son premier EP, Hugh Chardon, en 1999. Plus tard cette année, à l'enregistrement de leur deuxième EP, Indy, ils recrutent Eric Gonzales, aux samples. En janvier 2001, Motograter est présenté à Dez Fafara par le groupe de nu metal Coal Chamber et signent au nouveau label Sever Records.

### Motograteret séparation (2002-2006)
Après une période d'inactivité, le contrat de Motograter avec Sever Records arrive à terme, et le groupe signe ensuite avec No Name/Elektra Records en 2002 après que le guitariste Neil Godfrey leur ai présenté Steve Richards. À cette période, Godfrey quitte le groupe et est remplacé par Matt « Nuke » Nunes.
Au développement de leur premier album cette même année, Zak quitte le groupe à cause de divergences artistiques. Le groupe recrute alors Ivan « Ghost » Moody et continue à travailler sur l'album. Au début de 2003, après avoir terminé leur album, et préparant une tournée internationale avec une major, le groupe accueille de nouveau Zak Ward, aux samples et aux chœurs, tandis que Nuke part en cure de désintoxication, et est remplacé par JR Swartz. Le 24 juin 2003, ils publient leur premier album studio, Motograter. La chanson Suffocate est incluse dans la bande originale du film Massacre à la tronçonneuse. La chanson Down est incluse dans la bande-son du jeu vidéo Nascar Thunder 2004, publié par EA Sports. Motograter tourne ensuite à l'Ozzfest 2003. Puis, Nuke revient jouer quelques dates en tournée, mais sera renvoyé en juillet et remplacé par Fury.
À l'été 2004, Ty Fury est remplacé par Aaron aka A-Bomb, et le groupe se lance dans un nouvel album. En août 2004, Zak quitte à nouveau le groupe, mais le groupe décide de ne pas le remplacer. À la fin de 2004, le groupe tourne avec Bruce et Smur, par obligations financières. Plutôt que d'utiliser le motograter, ils jouent avec le bassiste Jonny Nailz. En mai 2005, Motograter annonce une pause pour que les membres puissent se consacrer à leurs projets parallèles. Cependant, le groupe joue à un concert de réunion en 2006 au Delicious Rox Festival avec Ivan, JR et Crispy, ainsi que Nuke et Bruce. Ivan confirme au concert en avoir fini avec le groupe, ce qui mène à la séparation de ce dernier.

### Réunion etPre-Release(2008-2011)
En 2008, le groupe se reforme à San Luis Obispo, en Californie. Cette nouvelle formation comprend un bassiste, et le motograter. Michael Angel Woodruff est au chant, Matthew « Nuke » Nunes et Tyler Hole à la guitare, Mylon Guy à la basse, Jeremy « Twitch » Scheller à la batterie, et Bruce Butler au motograter. Ils jouent à un concert organisé à Las Vegas, Nevada, appelé Out of Curiosity afin de tester leurs nouveaux instruments en live. Avant leur tournée, Bruce quitte le groupe, et est remplacé par Mark Nosler, laissant Motograter sans membre original ou formation stable. Pendant leur tournée nationale, le groupe publie son premier EP avec sa nouvelle formation, intitulé Pre-Release en 2009. Cette nouvelle formation commence à tourner le 25 juillet 2009, avec le groupe Darksun. La tournée est écourtée le 28 septembre. La seconde tournée, appelée The Damned Holiday Tour, prend place du 5 novembre au 20 décembre 2009.
Motograter joue à Modesto et Sacramento en Californie, en 2010. En 2011, le groupe fait quelques clichés photos au centre-ville de Los Angeles. Cette même année, ils annoncent une tournée d'été appelée Honoring of the Sun Tour du 29 avril au 9 juillet, accompagné par plusieurs groupes régionaux. La seconde partie de la tournée, organisée du 25 juillet au 28 août, assiste au recrutement d'un septième membre, KC Kaos, aux samples. La tournée comprend deux festivals, le Buzzfest et The Carnival of Chaos. Peu après leur retour, Motograter annonce se joindre à Mushroomhead à la fin de 2011, dans une tournée appelée The Slaughterhouse Roadshow, aux côtés de Psychostick, Blue Felix, Ventana et Tenefly Viper. Avant le jour J, Motograter annonce sa séparation, et aucune participation en tournée.

### Retour etDesolation(depuis 2013)
En novembre 2013, Motograter se réunit sous une autre formation : Angel est au chant, Nuke à la guitare, et Mylon Guy à la basse. S'ajoutent trois nouveaux membres, Noah « Shark » Robertson à la batterie, Kery « Venom » Glennon à la guitare, et Michael « The Kidd » Stewart au motograter. Le groupe joue son premier concert en deux ans le 8 février 2014 à Santa Ana, Californie. Le 7 août 2015, le groupe publie sa nouvelle chanson Portrait of Decay, via Revolver et annonce un deuxième album, avec le guitariste d'Ill Nino à la production.
Entre le 12 mai et le 25 juin 2016, le groupe se lance dans une tournée américaine, American Head Charge, avec leur nouveau guitariste Jesse Stamper et Skunk.

## Membres

### Membres actuels
- Matt « Nuke » Nunes - guitare, chœurs (2002–2003, 2006, 2008-2011, depuis 2013)
- Mylon Guy - basse (2008-2011, depuis 2013)
- Noah « Shark » Robertson - batterie (depuis 2013)
- James Anthony Legion - chant (depuis 2015)
- Joey Vice - percussions, samples, chant (depuis 2015)
- Dustin « Skunk » Anderson - motograter (2015, depuis 2016)
- Jesse Stamper - guitare (depuis 2016)

### Anciens membres
- Zak « The Waz » Ward - chant (1998–2002, 2003-2004)
- Ivan « Ghost » Moody - chant (2002–2005, 2006)
- Michael « Angel » Woodruff - chant (2008-2014)
- Neil Godfrey - guitare (2001–2002)
- J.R. Swartz - guitare (2003-2005, 2006)
- Ty Fury - guitare (2003–2004)
- Aaron « A-Bomb » Abalos - guitare (2004–2005)
- Tyler Hole - guitare (2008–2011)
- Kery « Venom » Glennon - guitare (2013-2014)
- Bruce « Grater » Butler - motograter (1995-2004, 2006, 2008-2009)
- Mark Nosler - motograter (2009–2011, 2014)
- Michael « The Kidd » Stewart - motograter (2013-2014, 2016)
- Chris « Crispy » Binns - batterie (1998–2005, 2006)
- Jeremy « Twitch » Scheller - batterie (2008–2011)
- Joey « Smur » Krzywonski - percussions, chœurs (1995–2004)
- Eric Gonzales - samples (1999–2001)
- Zak « The Waz » Ward - samples (2003–2004)
- Casey « KC Kaos » Cahill - samples, chœurs (2011)

## Discographie

### Album studio
- 2003 : Motograter

### EPs
- 1998 : Hugh Chardon
- 2000 : Indy
- 2009 : Pre-Release